# Perivólia, Cypern
Perivólia är en ort i Cypern.   Den ligger i distriktet Eparchía Lárnakas, i den östra delen av landet, 40 km sydost om huvudstaden Nicosia. Perivólia ligger 26 meter över havet och antalet invånare är 1 876. Den ligger på ön Cypern.
Terrängen runt Perivólia är platt. Havet är nära Perivólia åt sydost.  Närmaste större samhälle är Larnaca, 10,6 km norr om Perivólia. 